# Montero
Montero è un comune (municipio in spagnolo) della Bolivia nella provincia di Obispo Santistevan (dipartimento di Santa Cruz) con 98 539 abitanti.

## Storia
La città ricevette il nome attuale il 4 dicembre 1912, in memoria del colonnello Marceliano Montero, che combatté durante la battaglia di Ingavi. Montero ha il titolo di città dal 3 dicembre 1986.

## Economia
La città è conosciuta per essere la sede del centro agricolo dello zuccherificio di Guabirá, maggiore produttore di zucchero e alcool della Bolivia. È inoltre sede di un'intensa attività bancaria.

## Geografia antropica

### Suddivisioni amministrative
Il comune è formato dall'unico cantone omonimo suddiviso in 5 subcantoni.

## Galleria d'immagini

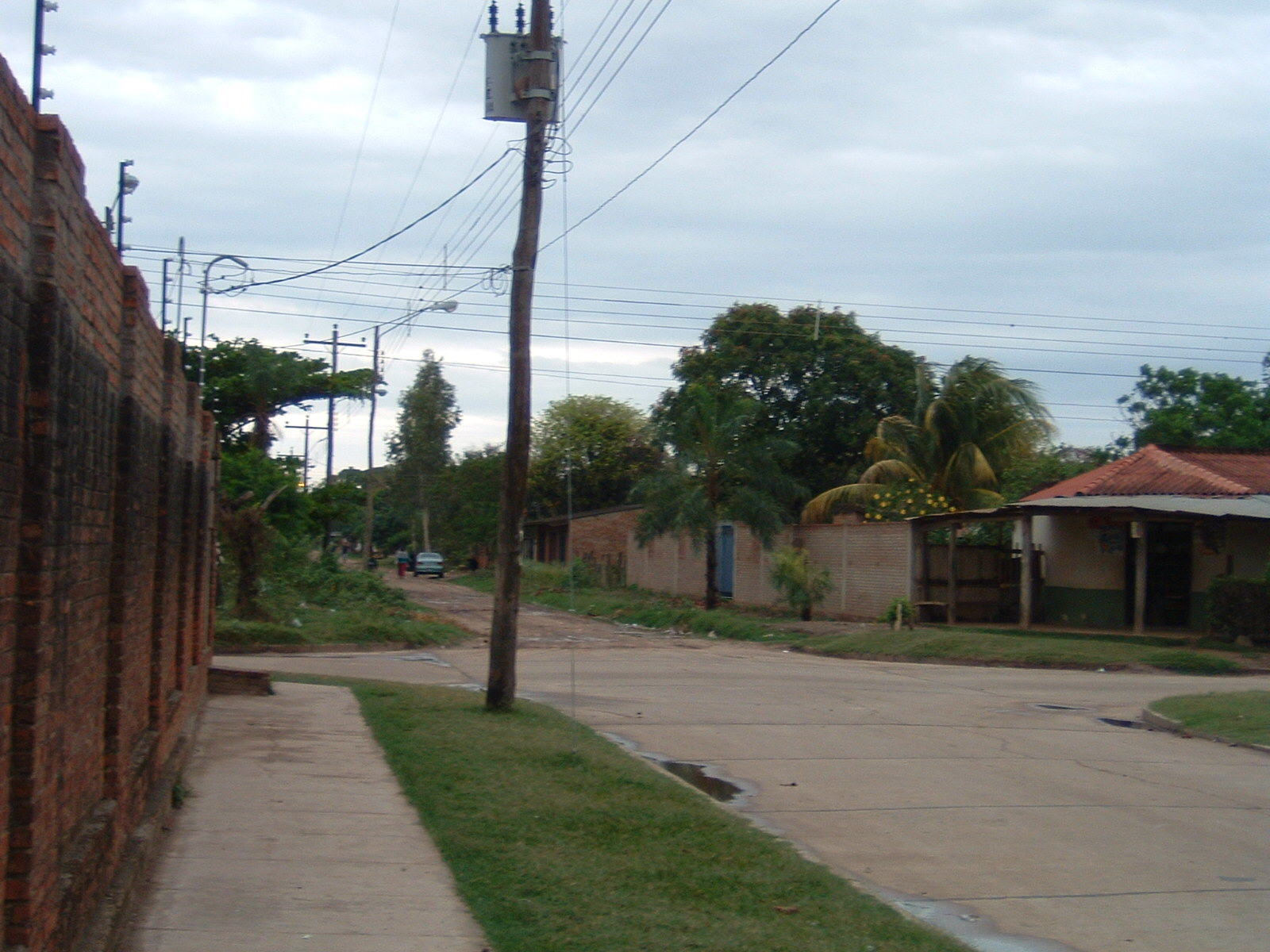
Una strada della periferia di Montero
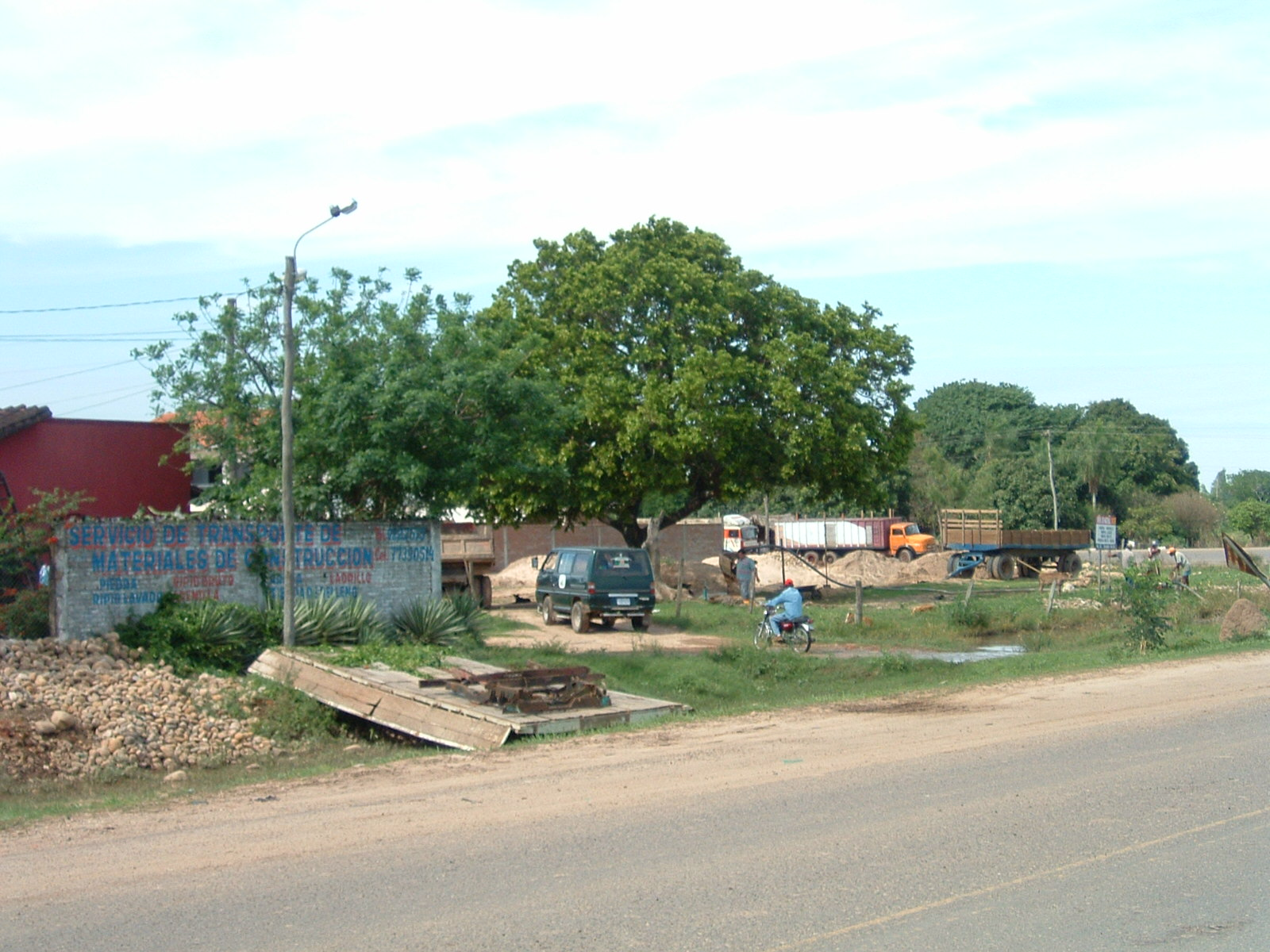
Immagine della periferia di Montero
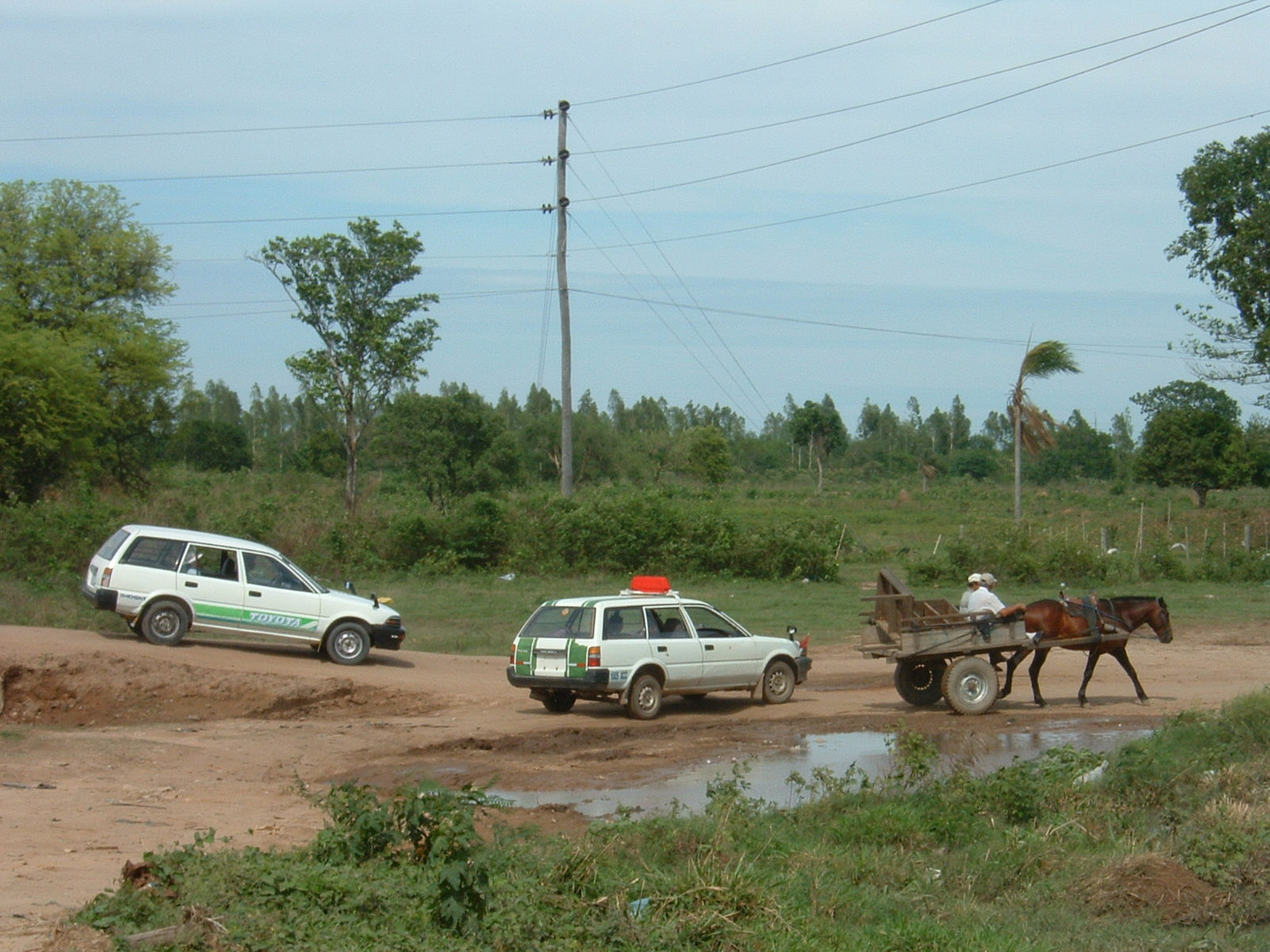
2 taxi e un carretto a Montero
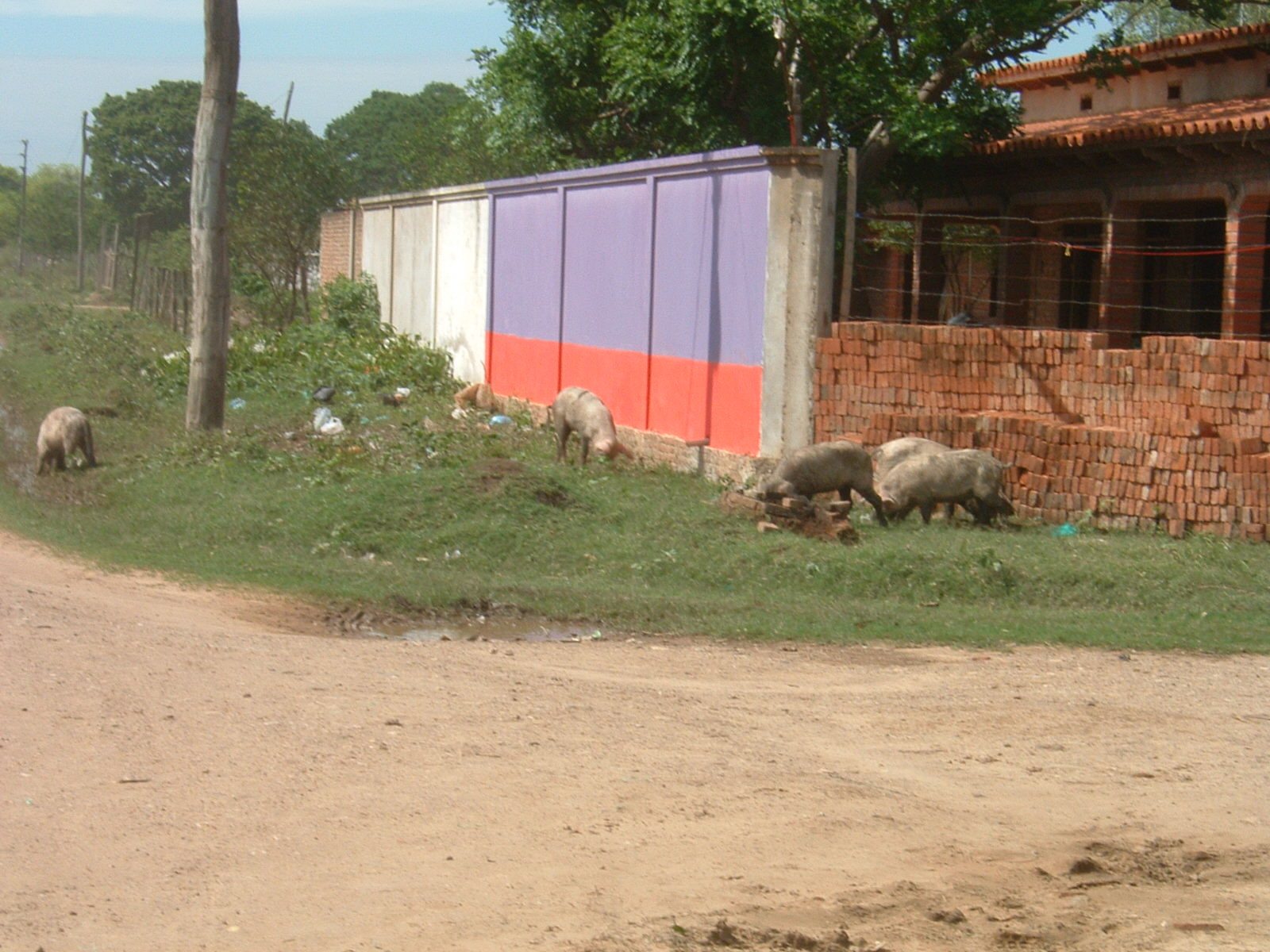
Alcuni maiali nella periferia di Montero
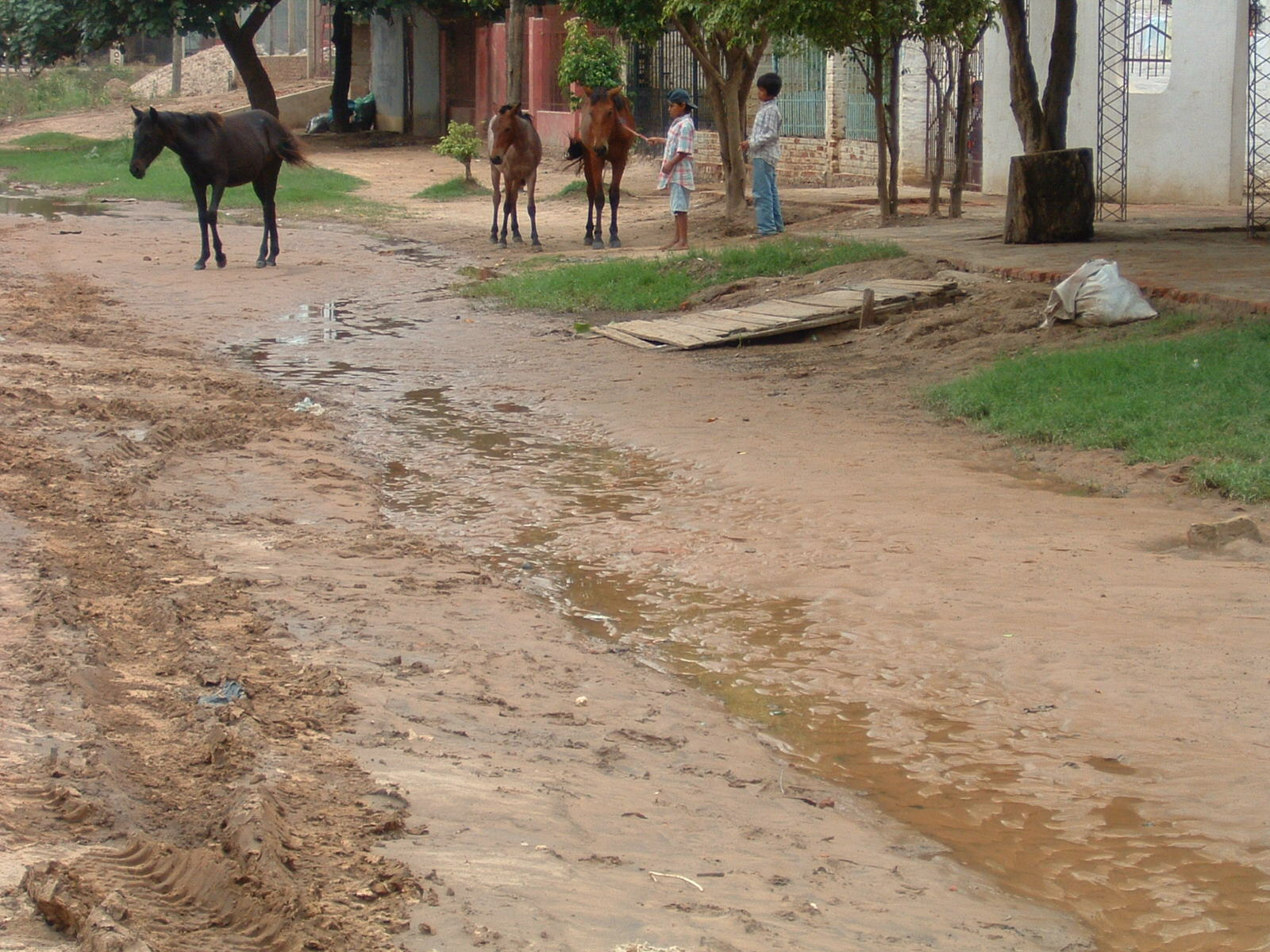
Una strada allagata e alcuni bambini con dei cavalli nella periferia di Montero
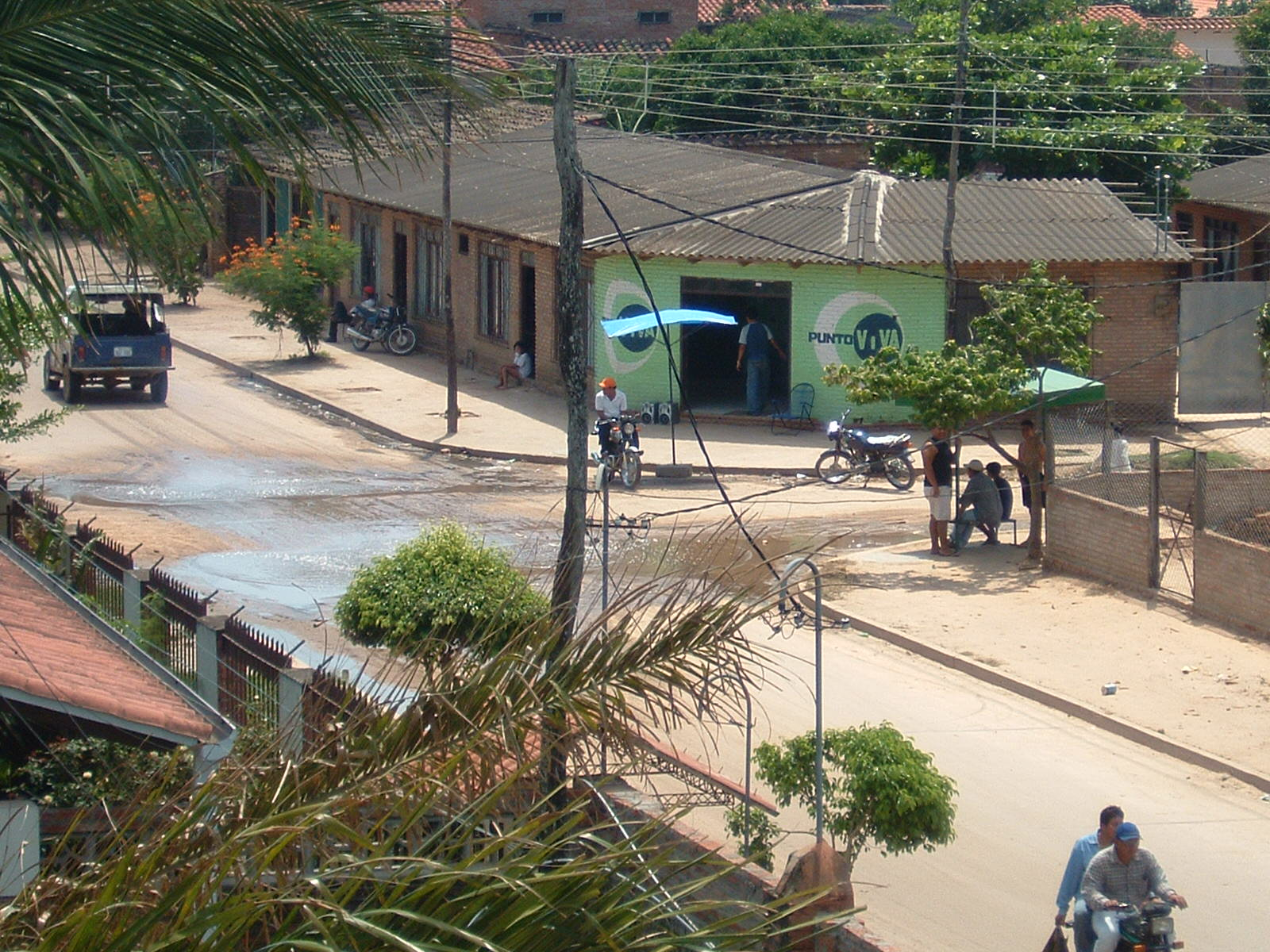
Immagine della periferia di Montero
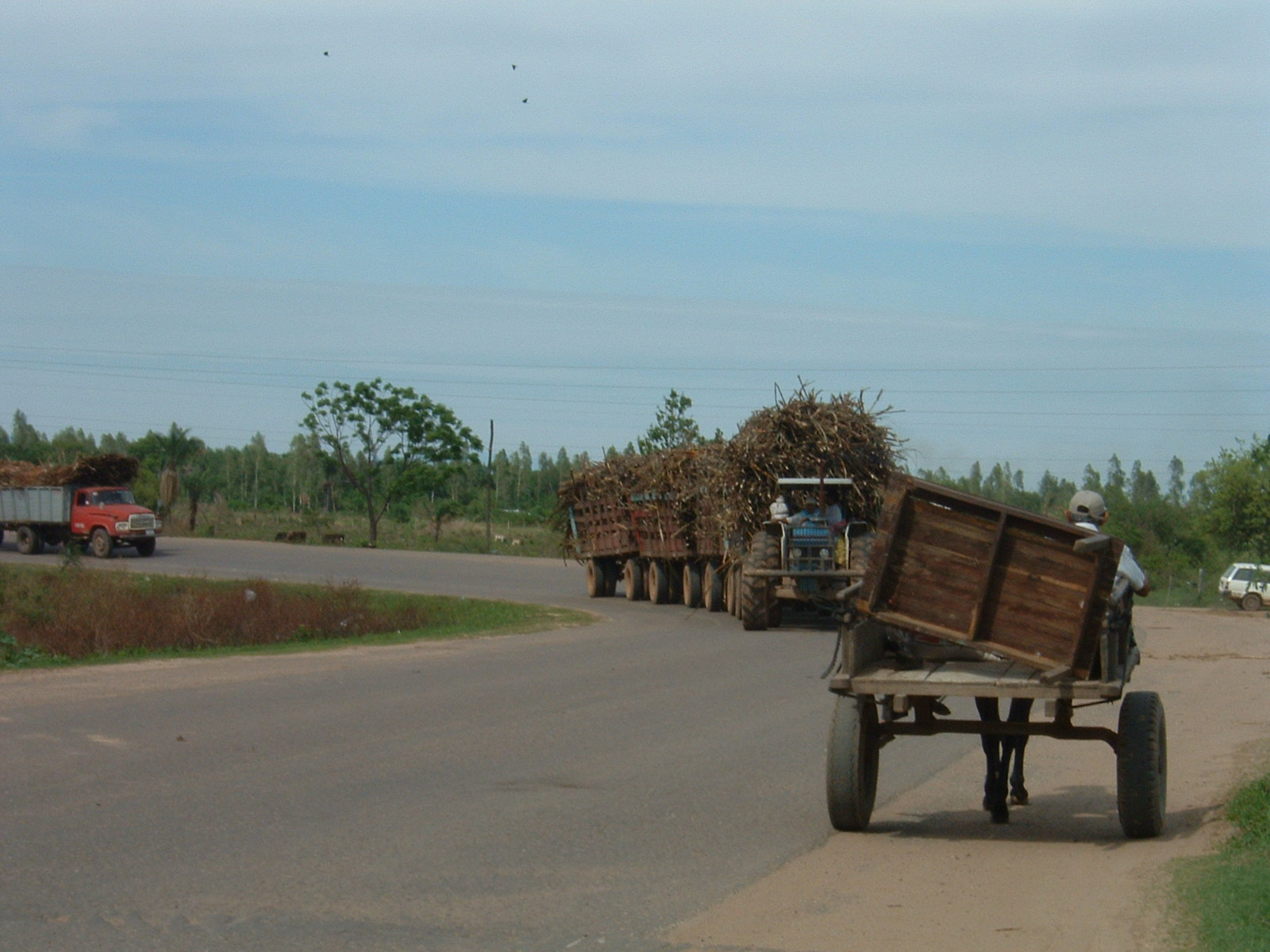
Camion che trasporta canna da zucchero nella circonvallazione di Montero
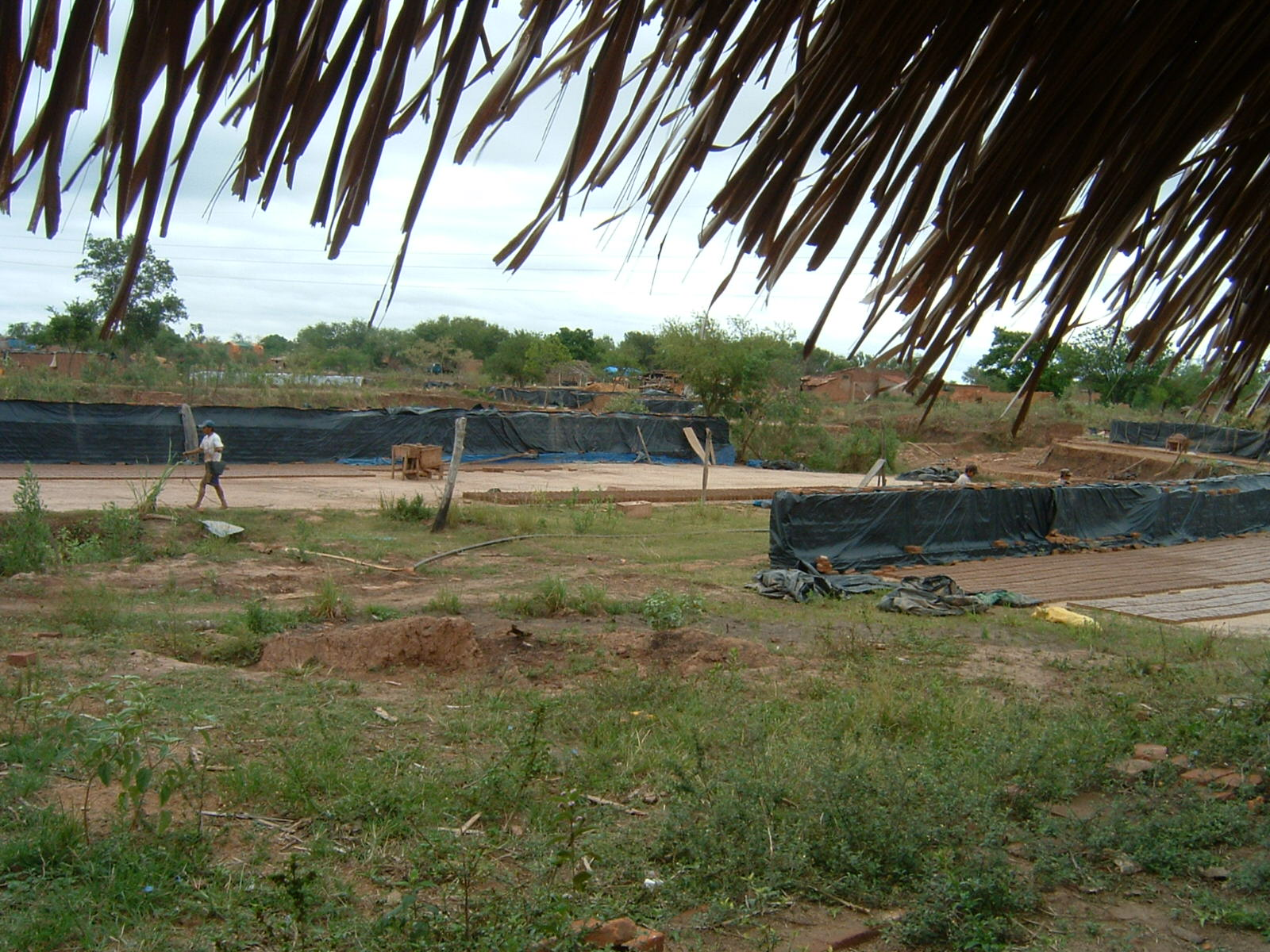
Costruzione dei mattoni nei pressi di Montero
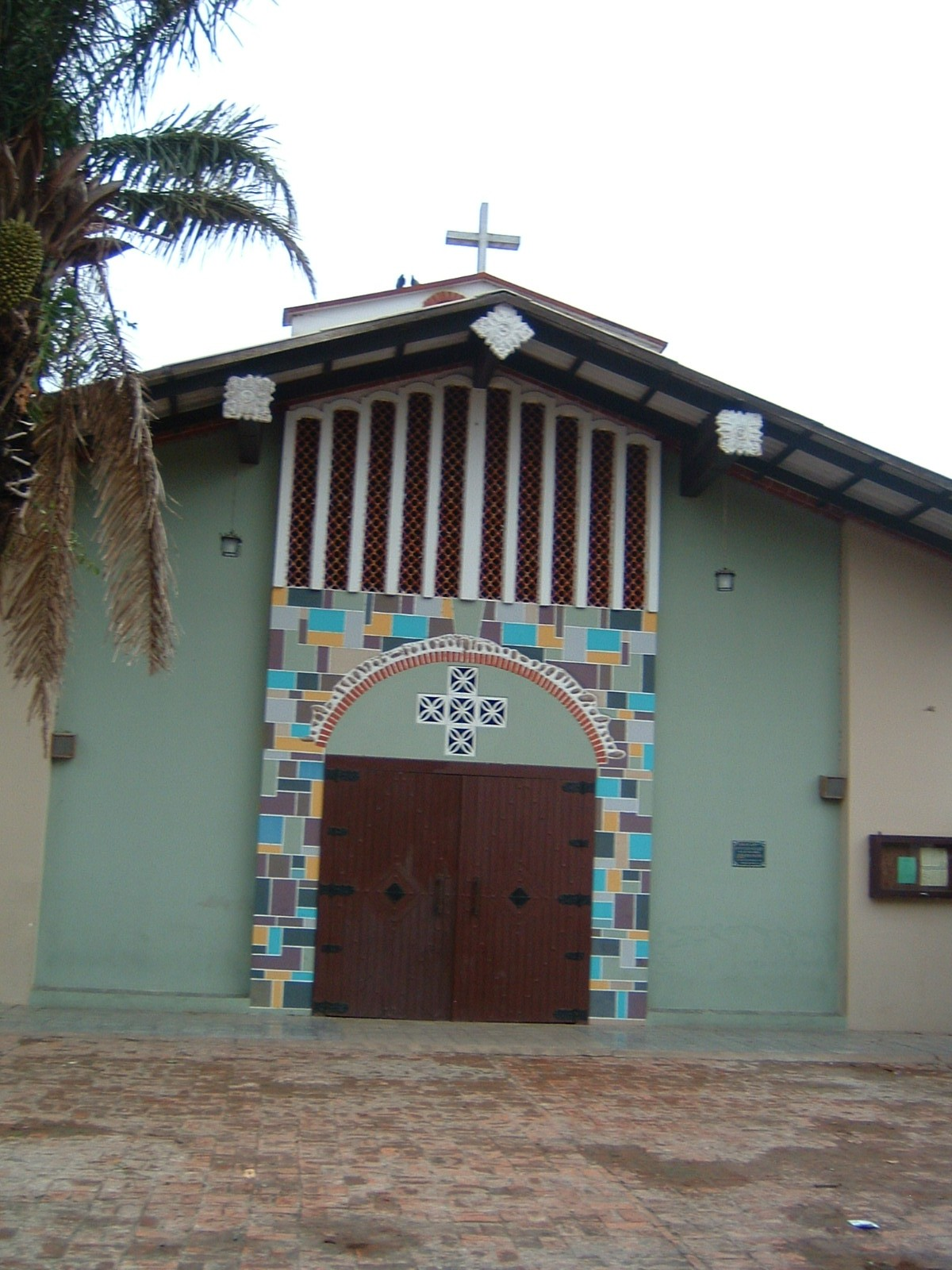
Chiesa